# Maria Serafina Micheli
A Beata Maria Serafina Micheli (Imèr, 11 de setembro de 1849 – Faicchio, 24 de março de 1911) foi uma religiosa austríaca de língua italiana. Visionária, fundadora da Ordem das Irmãs dos Anjos, beatificada em 28 de maio de 2011.

## Biografia
Maria Serafina Micheli (nascida Clotilde Micheli) nasceu no Império Austríaco na localidade de Imer no Tirol italiano em 11 de setembro de 1849, filha de Domenico Micheli e Maria Orsingher, cristãos devotos. Aos dez anos de idade recebeu sua Primeira Comunhão.
Micheli teria tido uma visão da Virgem Maria em 2 de agosto de 1867 enquanto orava como de costume na igreja de Imer. Nossa Senhora teria manifestado a vontade de que fosse fundada uma nova ordem católica com a finalidade específica da adoração à Santíssima Trindade e com especial devoção a Nossa Senhora e aos anjos. A Virgem Maria teria dito a ela "Como os anjos, adore a Santíssima Trindade e você ficará na Terra, como eles estão no Céu".
Seguindo o conselho de Constance Square uma mulher da cidade tida como sábia, por quem Micheli nutria grande respeito, foi para Veneza para ter aconselhamento espiritual com Mons. Domenico Agostini, o futuro Patriarca de Veneza, que aconselhou a jovem a iniciar a obra querida por Deus.
Com medo de falhar, Micheli rasgou as cartas e voltou para Imer. Em 1867 ela muda-se sozinha para Pádua, onde permaneceu por nove anos até 1876, seguindo a orientação espiritual de Mons. Angelo Piacentini, professor no seminário local, tentando entender melhor o chamado recebido.
Com a morte de Piacentini em 1876, Micheli foi para Castellavazzo (Belluno). Jerome Barpi, o deão local, soube das intenções da jovem e colocou à sua disposição um antigo convento para a nova fundação.
Em 1878, Micheli estava prestes a passar por uma reviravolta, ao saber sobre um casamento arranjado que estaria sendo preparado para ela, fugiu para a Alemanha para a cidade de Epfendorf.
Ela permaneceu na Alemanha por sete anos, de 1878 a 1885, trabalhando como enfermeira no Hospital das Irmãs Elisabetinas, chamou a atenção por sua caridade e suavidade no trato com os doentes. Neste período teve uma visão do inferno na qual relatou ter visto Lutero sendo torturado por demônios. Após a morte de sua mãe, em 1882, e do pai, em 1885, ela decidiu deixar a Alemanha, regressou então a Imer, sua localidade natal.
Dois anos mais tarde, esta mulher incansável de 38 anos, juntamente com sua prima Giuditta, partiu em maio de 1887 em uma peregrinação a pé a Roma, fazendo paradas em diversos santuários marianos, com devoção e espírito de penitência, com a intenção de verificar a Vontade de Deus sobre a incumbência da fundação da Ordem.
Em agosto, chegou a Roma e hospeda-se junto às Irmãs de Caridade das Filhas da Imaculada, fundada por Maria Fabiano, que conhecia Micheli profundamente e a convenceu a ficar em Roma até 1891, onde ocupou o cargo de Madre Superiora entre 1888 e 1891 no convento de Sgurgola de Anagni.
Seguiu para o sul da Itália em 1891, instalando-se na cidade de Alife, a convite do padre franciscano Francesco Fusco de Trani, que intencionava propor a Micheli a criação da fundação idealizada pelo bispo Scotti, mas ela achou que o projeto do bispo não estava de acordo com o que julgava ser o plano de Deus para ela.
Foi em Castelpetroso, aos 43 anos de idade que Clotilde Micheli funda a Ordem das Irmãs dos Anjos e Adoradoras da Santíssima Trindade e toma para si o nome de Irmã Maria Serafina Micheli do Sagrado Coração. Um ano mais tarde o primeiro grupo de freiras ordenadas por Maria Serafina foi enviado para gerir um orfanato em Santa Maria Capua Vetere (Caserta), foi o primeiro de muitos institutos ajudados pelas Irmãs de sua Ordem que visava ajudar crianças e jovens abandonados.
Serafina começou, a partir do final de 1895, um período de sofrimento físico que a enfraqueceu dramaticamente. Enquanto isso, depois de várias vicissitudes, foi inaugurada em junho de 1899 a Casa de Faicchio (Benevento), que mais tarde tornou-se o Instituto de Formação da Congregação. Maria Serafina Micheli foi colocada para realizar obras em um ritmo que a enfraqueceu ainda mais, de modo que foi forçada a não sair mais de Faicchio.
Como quase todos os fundadores de congregações religiosas, ela sofreu muito moralmente devido a incompreensões e mal-entendidos mesmo dentro de seu Instituto, e em 24 de março de 1911, consumida pelo sofrimento físico, falece na Casa de Faicchio, onde ela está enterrada.
Devido à santidade de Serafina, que aumentou após a sua morte, as suas Irmãs dos Anjos abraçaram a causa da sua beatificação, concedida pela Santa Sé, em 9 de julho de 1990. A congregação competente para as Causas dos Santos deve proceder para a sua santificação.

## A visão do inferno de Serafina Micheli
Irmã Maria Serafina Micheli também ficou conhecida por alegar ter tido uma visão do inferno na qual Martinho Lutero encontrava-se no fundo de um abismo de fogo sendo torturado por demônios.
No dia 10 de novembro de 1883 a Irmã Maria Serafina Micheli estava de passagem por Eisleben, mesmo local e dia de nascimento de Lutero. Alheia ao tumulto que tomava a cidade por ocasião da comemoração dos 400 anos do nascimento de Lutero, Serafina procurava uma igreja para rezar. Depois de empreender sua busca naquela noite escura deparou-se com uma igreja, porém suas portas estavam fechadas, foi então que Serafina teria ajoelhado-se na escadaria para fazer suas orações sem perceber que tratava-se de uma igreja protestante. Ao rezar, seu Anjo da Guarda teria aparecido e dito: Levanta-te, pois esta é uma igreja protestante. Mas eu quero fazer-te ver o local onde Martinho Lutero foi condenado e a pena que sofreu em castigo do seu orgulho.
Ditas estas palavras, Serafina relatou ter visto um tenebroso abismo de fogo, no qual inúmeras almas eram terrivelmente atormentadas. Segundo Serafina, havia um homem posicionado no fundo deste precipício: Martinho Lutero. De acordo com Serafina, ele estava cercado por demônios que o obrigavam a manter-se de joelhos. Empunhando martelos, os demônios tentavam fincar um grande prego em sua cabeça. Ao contemplar tão terrível cenário, a Irmã pensou: se o povo em festa visse esta cena dramática, certamente não tributariam honra, recordações, comemorações e festejos para um tal personagem. De acordo com Don Marcello Stanzione, ao relatar tal visão às suas irmãs, passou a recomendar que vivessem em resignação e humildade, pois teve a percepção de que Martinho Lutero fora punido na danação do inferno por ter cometido o primeiro pecado capital: o orgulho.
Este pecado, segundo a visão de Serafina, o teria conduzido à rebelião contra a Igreja Católica Romana e por consequência ao inferno. A mensagem que Serafina passou a propagar após sua visão era a de que vivêssemos na humildade, que aceitássemos não sermos considerados, valorizados e estimados pelos nossos semelhantes, que não nos queixássemos se acaso fôssemos desprezados ou preteridos por pessoas que pensamos ser menos dignas que nós, que não julgássemos os outros, pois se julgamos, nem sequer somos cristãos.